# Ingegärd Fredin
Ingegärd Fredin   (Bromma, 27 d'octubre de 1930 - 18 de juny de 2020) fou una nedadora sueca, especialista en estil lliure, que va competir durant les dècades de 1940 i 1950.
El 1948 va prendre part en els Jocs Olímpics d'Estiu de Londres, on disputà tres proves del programa de natació. Fou cinquena en els 100 metres lliures, mentre en els 4×100 metres lliures fou desqualificada en la final i en els 100 metres esquena quedà eliminada en sèries. Quatre anys més tard, als Jocs de Hèlsinki, tornà a disputar tres proves del programa de natació. Fou sisena en els 4×100 metres lliures, mentre en les altres dues proves quedà eliminada en sèries.
En el seu palmarès destaca una medalla de bronze en els 4×100 metres lliures del Campionat d'Europa de natació de 1950. En aquesta prova formà equip amb Marianne Lundqvist, Gisela Tidholm i Elisabeth Ahlgren. També guanyà onze campionats nacionals: cinc en els 100 metres lliures, de 1945 a 1949; un en 400 metres lliures el 1952 i cinc en els 100 metres esquena, de 1947 a 1950 i el 1952.